# 1997年2月逝世人物列表
1997年逝世人物列表：1月 - 2月 - 3月 - 4月 - 5月 - 6月 - 7月 - 8月 - 9月 - 10月 - 11月 - 12月
1997年2月逝世人物列表，是用於匯總1997年2月期間逝世人物的列表。

## 依日期排序

### 1日
- 西米恩·布吉奇，82歲，羅馬尼亞政治家。
- 赫伯·卡恩，80歲，美國記者[1]
- 海納·卡羅，67歲，德國電影導演和編劇。[2]
- 埃德·達諾夫斯基，85歲，美式橄欖球運動員[3]
- 米切爾·古德曼，73歲，美國作家、教師和活動家[4]
- 威廉·金特納，81歲，美國士兵、外交政策分析師和外交官。[5]
- 琪琪·科格爾尼克，62歲，奧地利畫家、雕塑家和版畫家[6]
- 塞爾瑪·莫斯，79歲，美國女演員、心理學家和超心理學家[7]
- 莉蓮·波特，79歲，美國影視女演員。
- 瑪喬麗·雷諾茲，79歲，美國女演員和舞蹈家[8]
- 博·羅素，81歲，美國橄欖球運動員。[9]
- 弗朗西斯科·托巴爾·加西亞，68歲，厄瓜多詩人、劇作家、記者和外交官
- 威爾科姆 E. 沃什伯恩，美國歷史學家[10]

### 2日
- 瓦连京·切库罗夫，前蘇聯軍事將領
- 戈弗雷·巴斯利，92歲，英國電臺主管。[11]
- 勞爾·德·安達，88歲，墨西哥演員、編劇、電影製片人和導演。
- 埃裡希·埃利斯卡斯，83歲，奧地利-阿根廷國際象棋特級大師。
- 秦基伟，82歲，中國將軍，政治局委員。
- 桑福德·邁斯納，91歲，美國演員和表演老師[12]
- 亞·梅里韋瑟，94歲，美國棒球運動員。[13]
- 馬丁·穆斯格努格，60歲，德國政治家。
- 雷蒙多·薩波爾塔，70歲，西班牙俱樂部籃球管理員[14]
- 奇科·斯基恩斯，30歲，巴西歌手和作曲家[15]
- 西奧多羅斯·斯塔莫斯，74歲，希臘裔美國畫家[16]
- 肖恩·奧·西奧查因，82歲，愛爾蘭蓋爾足球運動員，投擲手和廣播員。

### 3日
- 鮑里斯·德·拉切維爾茨，70歲，義大利-俄羅斯埃及學家和作家。
- 傑瑞·貝特·哈列維，84歲，以色列足球運動員和教練[17]
- 博胡米爾·赫拉巴爾，82歲，捷克小說家。[18]
- 阿吉詹博爾，87歲，匈牙利裔美國鋼琴家。[19]
- 斯坦·科斯特卡，84歲，美式橄欖球運動員和教練。[20]
- 哈裡·瓦赫特爾，79歲，美國律師和民權活動家[21]
- 米哈伊爾·雅庫申，86歲，俄羅斯足球運動員和教練。

### 4日
- 亨利·巴沙爾，81歲，德裔美國物理學家。[22]
- 羅伯特·克勞斯，68歲，美國電影導演和製片人[23]
- 本傑明·大衛·德·傑蘇斯，56歲，菲律賓天主教會主教[24]
- 羅斯·李·芬尼，90歲，美國作曲家。[25]
- 保羅·法蘭西斯，66歲，巴西記者、小說家和評論家[26]
- 拉比·戈什，65歲，印度演員。[27]
- A·R·馬利克，78歲，孟加拉國歷史學家和教育家。
- 阿列克·拉波波特，63歲，俄羅斯不墨守成規的藝術家。[28]
- 吉米·塔特索爾，56歲，英國網球運動員。
- 西里爾·圖馬諾夫，83歲，俄裔美國歷史學家。
- 達雷爾·塔利，79歲，美式橄欖球運動員和教練[29]

### 5日
- 小弗雷德里克·阿爾姆葛籣，63歲，美國數學家[30]
- 鮑勃·布朗，58歲，加拿大職業摔跤手
- 羅伯特·埃勒姆，69歲，美國藍調吉他手和歌手。[31]
- 多蘿西·福斯迪克，83歲，美國外交政策專家。[32]
- 帕梅拉·哈里曼，76歲，英裔美國政治活動家、外交官和社會名流[33]
- 勒內·惠格，90歲，法國藝術史學家[34]
- 於爾根·諾伊基希，59歲，德國數學家。[35]
- 哈裡·特羅切克，84歲，美國純種賽馬訓練師和擁有者。

### 6日
- 冯茂_(1921年)，中華人民共和國政治人物
- 厄尼·安德森，73歲，美國唱片騎師，電視和廣播播音員[36]
- 哈裡·埃塞克斯，86歲，美國編劇和導演[37]
- 羅傑·洛朗，83歲，比利時賽車手。
- 里扎·盧什塔，81歲，科索沃阿爾巴尼亞足球前鋒。

### 7日
- 妮娜·奧爾布賴特，89歲，美國漫畫家。
- 歐文·阿斯皮納爾，69歲，美國政治家，美屬薩摩亞總督。
- 約翰·貝克，59歲，英國音樂家和作曲家。
- 山姆·德卡瓦爾坎特，84歲，美國黑幫，心臟病發作而死。
- 艾倫·埃德沃爾，72歲，瑞典演員，作家，作曲家和歌手[38]
- 梅納德·皮爾西格，95歲，美國法律學者。
- 丹尼爾·沙弗蘭，74歲，蘇聯/俄羅斯大提琴家[39]
- 羅斯利·斯特雷夫，96歲，瑞士高山滑雪運動員和世界冠軍。
- 何塞·加西亞·維拉，88歲，菲律賓詩人，小說家和畫家。[40]
- 瑪麗·威爾士，82歲，美國服裝設計師，死於腎衰竭。

### 8日
- 程纯枢，中國氣象學家
- 內森·勒納，83歲，美國攝影師。[41]
- 亨利·馬格瑙，95歲，德裔美國物理學家和科學哲學家。[42]
- 羅伯特·裡奇利，65歲，美國演員[43]
- 科里·斯科特，28歲，美國摩托車特技騎手[44]
- 邁克爾·沃斯倫斯基，76歲，蘇聯和俄羅斯作家、科學家、外交官和持不同政見者[45]
- 沃爾特·維奧拉，90歲，德國音樂學家和音樂史學家。

### 9日
- 大衛·奧斯蒂克，76歲，英國政治家和書店老闆。[46]
- 布萊恩·康諾利，51歲，蘇格蘭創作歌手、音樂家和演員。
- 泰勒·德賴斯代爾，83歲，美國游泳運動員和游泳教練。[47]
- 巴里·埃文斯，53歲，英國演員。[48]
- 弗里茨·格拉斯霍夫，83歲，德國畫家、詩人和詞曲作者。
- 萊尼·容克，91歲，德國短跑運動員和奧運選手。[49]
- 傑克·歐文斯，92歲，美國藍調歌手和吉他手。[50]
- 威廉姆斯·薩辛，53歲，幾內亞小說家。[51]
- 馬克斯·泰特利，87歲，澳大利亞足球運動員。
- 路易士·貝拉斯克斯，77歲，瓜地馬拉長跑運動員和奧運選手。[52]

### 10日
- 哈裡特·安德列亞森，71歲，挪威勞工活動家和政治家。
- 康拉德·M·阿倫斯伯格，86歲，美國人類學家和學者[53]
- 盧·貝內特，70歲，美國爵士管風琴家。[54]
- 米爾頓·卡托，81歲，聖文森特政治家，聖文森特和格林納丁斯第一任總理。
- 羅伯特·馬拉裡，79歲，美國雕塑家和計算機藝術先驅[55]
- 傑羅姆·納米亞斯，86歲，美國氣象學家。[56]

### 11日
- 那蘭陀埃拉瓦拉，29歲，斯裡蘭卡政治家，被槍殺。
- 羅伯特·A·格雷厄姆，84歲，美國耶穌會牧師和歷史學家。[57]
- 劉易斯·雅各斯，92歲，美國編劇、電影導演和評論家。[58]
- 唐·波特，84歲，美國演員。[59]
- 雷·特雷爾，77歲，美國橄欖球運動員。[60]

### 12日
- 諾拉·貝洛夫，78歲，英國記者和政治作家。[61]
- 詹姆斯·考辛斯，63歲，英國演員[62]
- 弗朗西斯·希利，86歲，美國職業棒球大聯盟球員。[63]
- 露絲·溫妮弗雷德·霍華德，96歲，美國心理學家。
- 費德里科·皮薩尼，22歲，義大利足球運動員[64]

### 13日
- 鮑比·亞當斯，75歲，美國棒球運動員。[65]
- 蒂斯·克裡斯托弗森，79歲，德國新納粹和大屠殺否認者。
- 羅伯特·克拉克·格雷厄姆，90歲，美國優生學家和商人。
- 罗伯特·赫尔曼，82歲，美國科學家。[66]
- 唐·喬丹，62歲，美國拳擊手
- 魯比克·厄爾諾，86歲，匈牙利飛機設計師。
- 雷格·里安，71歲，愛爾蘭足球運動員。[67]
- 阿塔·沙德，57歲，巴基斯坦詩人、劇作家和知識份子。

### 14日
- 蕾莉亞·古索，88歲，20世紀法國古典鋼琴家。[68]
- 傑克·馬西森，76歲，美國橄欖球運動員。[69]
- 查理斯·莫菲特，67歲，美國自由爵士鼓手。[70]
- 米格爾·羅德裡格斯，35歲，菲律賓演員和模特
- 威廉·L·斯科特，81歲，美國政治家[71]
- 屋良朝苗，94歲，日本政治家和教師。
- 穆罕默德·優素福，57歲，巴基斯坦歌手。

### 15日
- 奧斯卡·亞當斯，72歲，美國律師，第一位非裔美國人阿拉巴馬州最高法院大法官。[72]
- 阿尔内·贝里，87歲，瑞典男子單車運動員。[73]
- 菲力浦·赫什科維茨，87歲，美國哺乳動物學家[74]
- 保羅·佩奇，69歲，美國橄欖球運動員。[75]
- 弗羅德·林南，91歲，挪威建築師和政治家。
- 傑克·斯帕林，80歲，加拿大漫畫家[76]

### 16日
- 阿卜杜勒·法塔赫·阿布·古達，79歲，穆斯林兄弟會敘利亞領導人。[77]
- 埃塞爾·歐文，103歲，美國女演員。
- 阿爾維斯·維托利斯，50歲，拉脫維亞國際象棋大師，自殺。
- 杰克·威尔逊，82歲，英國賽艇運動員和奧運冠軍。[78]
- 吴健雄，84歲，美籍华裔物理学家。[79]

### 17日
- 斯帕尔塔科·班迪内利，75歲，意大利男子拳擊運動員[80]
- 肯尼·格雷厄姆，72歲，英國爵士薩克斯手、編曲家和作曲家。[81]
- 何冠昌，72歲，香港電影製片人。[82]
- 市丸，90歲，日本唱片藝術家和藝妓。
- 巴爾貝爾·英海爾德，83歲，瑞士心理學家。[83]
- 喬·基尤米亞，77歲，第二次世界大戰期間的美國納瓦霍戰俘。
- 達西·里貝羅，74歲，巴西人類學家，歷史學家，社會學家，作家和政治家[84]
- 喬治·薩繆爾森，87歲，法羅群島編輯和配音演員。

### 18日
- 博佐尔格·阿拉维，93歲，伊朗作家、小說家和知識分子
- 恩爾克·佩拉爾塔·阿蘇迪亞，88歲，危地馬拉總統
- 安東尼奧·德·阿爾梅達，69歲，法國指揮家和音樂學家[85]
- 格爾德·多姆哈特，51歲，德國作曲家
- 埃里克·芬比，90歲，英國作曲家、指揮家、鋼琴家及管風琴家[86]
- 雷吉·福特，47歲，美國活動家，黑豹黨創始成員。
- 詹南·普拉卡什·戈什，87歲，印度風琴和塔布拉演奏家和音樂學家。[87]
- 艾米莉·哈恩，92歲，美國記者和作家。[88]
- 奧斯丁·尼克博克，78歲，美國棒球運動員[89]
- 傑弗里·斯韋貝，86歲，美國外交官和大使[90]

### 19日
- 大衛·阿什肯納齊，81歲，俄羅斯鋼琴家、伴奏家和作曲家。
- 雅米爾·柏格豪瑟，75歲，捷克作曲家、指揮家和音樂學家。
- 弗蘭克·德爾菲諾，86歲，美國演員，骨髓癌。
- 巴迪·埃德倫，59歲，美國馬拉松運動員。[91]
- 安東尼奧·格德昂，90歲，葡萄牙詩人、散文家、作家和劇作家。[92]
- 埴谷雄高，87歲，日本作家、評論家。
- 卡琳·馬格努森，89歲，德國納粹優生學家，生物學家，二戰期間的研究員。[93]
- 露易絲·馬歇爾，73歲，加拿大女高音。[94]
- 利奧·羅斯滕，78歲，美國幽默作家。[95]
- 埃德索爾·沃克，86歲，美國黑人聯盟棒球運動員。[96]
- 邓小平，92歲，中國政治家，中华人民共和国領導人[97]

### 20日
- 露絲·克拉克，美國民意調查專家和研究員。[98]
- 阿豐西尼奧，82歲，巴西足球運動員。[99]
- 保羅·安克西翁納茲，94歲，法國政治家。[100]
- 扎卡里·布羅，36歲，美國爵士吉他手[101]
- 皮埃爾·加斯卡，80歲，法國記者、文學評論家、作家和編劇。[102]
- 湯瑪斯·卡瓦納，79歲，美國法官，密歇根州最高法院首席大法官（1975-1979）。[103]
- 亞瑟·馬查多，88歲，巴西足球運動員和經理。
- 斯坦·皮爾森，78歲，英格蘭足球運動員。[104]

### 21日
- 齊亞·布尼亞多夫，73歲，亞塞拜然歷史學家和科學家[105]
- 崔光，78歲，北韓陸軍將軍和政治家[106]
- 穆罕默德·納西爾，81歲，馬來西亞政治家。
- 梅爾·佩爾蒂萊，55歲，美國模特和女演員。
- 約瑟夫·波西帕爾，69歲，羅馬尼亞-德國足球運動員，心力衰竭而死。
- 肯尼斯·朗特裡，81歲，英國藝術家。[107]
- 里奧·舍葛籣，82歲，美國競走運動員[108]
- 埃莉諾·巴特勒，82歲，愛爾蘭政治家和建築師。

### 22日
- 約瑟夫·艾烏帕，89歲，美國黑幫。[109]
- 烏爾米拉·巴特，62/63歲，印度女演員，被謀殺。[110]
- 威廉·卡魯什，79歲，美國數學家。
- 詹姆斯·A·路易斯，63歲，美國自由黨政治家。
- 哈羅德·尼科爾斯，79歲，美國摔跤手和摔跤教練。
- 阿爾伯特·尚克爾，68歲，美國勞工領袖[111]
- 查理·圖古德，69歲，美國橄欖球運動員。

### 23日
- 阿卜杜勒卡迪爾·本·布瓦利，84歲，法國足球運動員。
- 戈登·格利森，66歲，美國騎師。
- 以法蓮·福爾摩斯，88歲，美國海軍上將。[112]
- 弗蘭克·蘭德，91歲，英國作家、電影導演和製片人。[113]
- 奧斯卡·萊文斯坦，80歲，英國戲劇和電影製片人。[114]
- 奧利維爾·馬森，74歲，法國語言學家。[115]
- 傑克·斯萊特，69歲，澳大利亞政治家。
- 托尼·威廉姆斯，51歲，美國爵士鼓手[116]

### 24日
- 曾義欽，台灣中華職業籃球幸福籃球隊隊長
- 阿斯特麗德·法格雷烏斯，83歲，瑞典免疫學家。[117]
- 尼爾斯-奧洛夫·弗蘭岑，80歲，瑞典作家。
- 沃爾夫岡·海因里希·約翰內斯·福克斯，81歲，英國數學家。[118]
- 雷蒙德·蘭伯特，72歲，瑞士登山家.[119]
- 伊莎貝爾·盧卡斯，69歲，加拿大裔英國女演員和歌手，心臟病發作而死。
- 歐內斯特·C·波拉德，90歲，英國物理學和生物物理學教授[120]
- 倫·弗拉霍夫，56歲，澳大利亞鐵餅擲手，死於癌症。
- 揚·沃伊庫，73歲，羅馬尼亞小提琴家和管弦樂指揮家。

### 25日
- 卡爾·艾布拉姆斯，72歲，美國棒球運動員[121]
- 霍斯·艾倫，74歲，美國電臺唱片騎師。
- 路易士·奧斯蘭德，68歲，美國數學家。[122]
- 厄爾·愛德華茲，88歲，美式橄欖球運動員和教練。
- 斯科特·福布斯，76歲，英國演員和編劇。[123]
- 李韓永，30歲，脫北者，被謀殺。
- 亞瑟·休利特，89歲，英國演員。
- 丹妮爾·德·聖約爾，55歲，塞席爾政治家。
- 烏戈·波萊蒂，82歲，羅馬天主教會義大利紅衣主教，心臟病發作而死。
- 泰德·羅奇，87歲，澳大利亞工會會員，澳大利亞共產黨員。[124]
- 安德列·西尼亞夫斯基，71歲，俄羅斯作家和蘇聯持不同政見者。[125]
- 約翰·威廉姆斯，70歲，澳大利亞政治家。

### 26日
- 努西奧·貝爾托內，82歲，義大利汽車設計師和製造商。[126]
- 米爾德里德·克林格曼，78歲，美國科幻作家。
- 大衛·道爾，67歲，美國演員[127]
- 文森特·加迪斯，83歲，美國作家。
- 喬瓦尼·吉塞利，62歲，義大利短跑運動員[128]
- 安迪·豪茨，31歲，美國演員，心臟驟停。
- 約瑟夫·安東尼·萊凡特，68歲，美國政治家[129]
- 湯姆·奧康納，78歲，愛爾蘭蓋爾足球運動員。
- 本·羅利，83歲，美國作詞家和作曲家。
- 溫德·瓦格納，55歲，美國女演員[130]

### 27日
- 金斯利·戴维斯，88歲，美國社會學家和人口學家。[131]
- 派特裡夏·費利西安，30歲，聖盧西亞板球運動員。
- 威廉·吉爾，81歲，蘇格蘭畫家。[132]
- 阿爾波·雅科拉，67歲，芬蘭畫家和雕塑家。
- 梅奇斯瓦夫·雅蓋爾斯基，73歲，波蘭政治家和經濟學家
- 金光镇，69歲，朝鮮將軍和政治家。
- 哈利·洛夫，85歲，美國動畫師、特效動畫師和作家[133]
- 威廉·梅普爾斯，59歲，美國法醫人類學家[134]
- 小愛德華·麥科馬克，美國律師和政治家

### 28日
- 奧斯瓦爾多·拜洛，84歲，義大利公路自行車運動員。[135]
- 唐納德·卡里克，90歲，加拿大律師、政治家、運動員[136]
- 哈羅德·迪恩，84歲，澳大利亞政治家。
- 穆罕默德·穆斯塔法·哈達拉，67歲，阿拉伯學者和作家。
- 奧揚·馬丁松，60歲，瑞典足球運動員。
- 朱塞佩·米涅科，89歲，義大利畫家。
- 拉裡·蒂爾曼，88歲，美國職業摔跤手和推廣人。
- 哈爾·特平，93歲，美國棒球運動員。[137]